# Botrytis

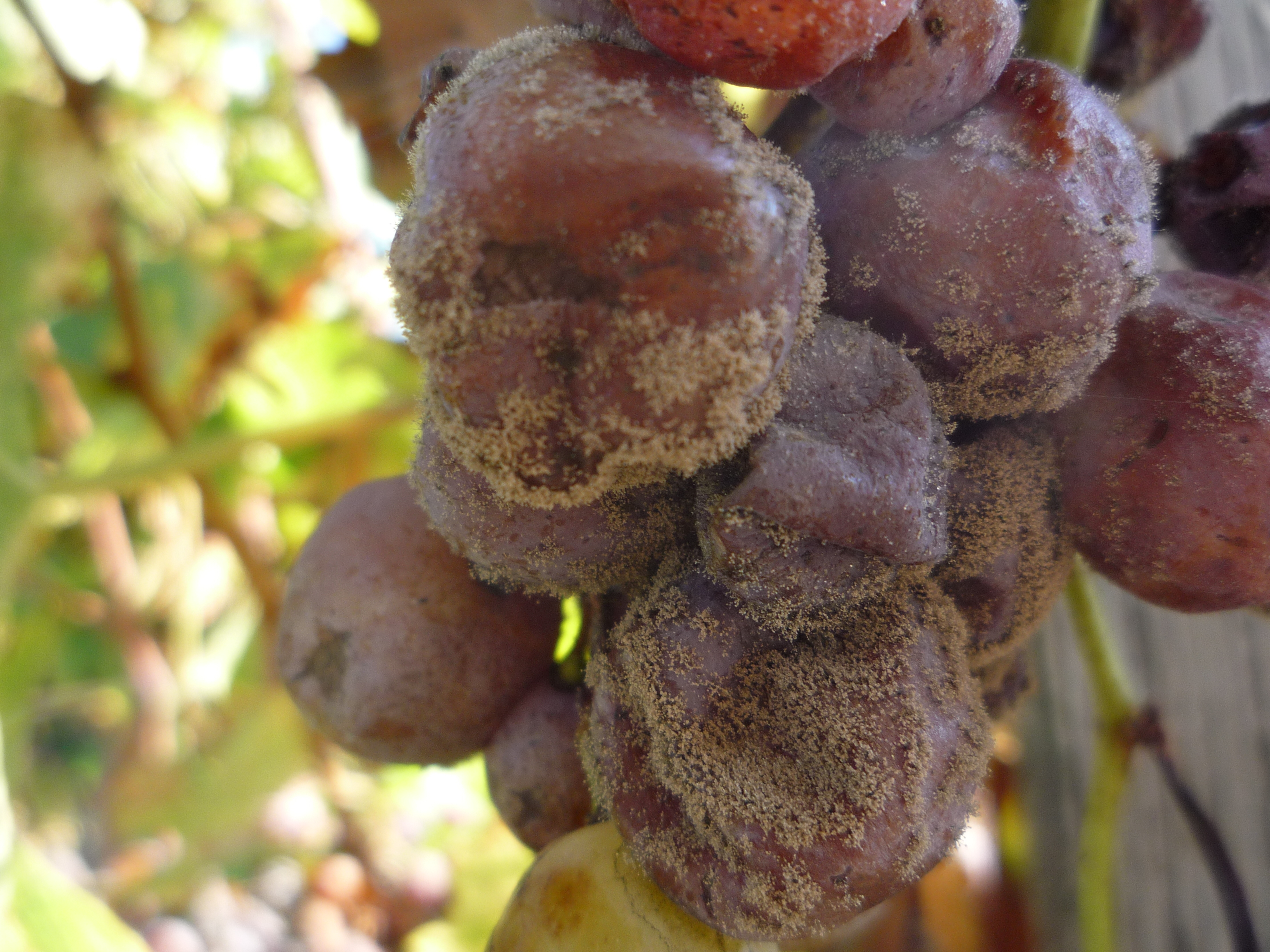
Wywołana przez Botrytis cinerea szara pleśń na winogronach

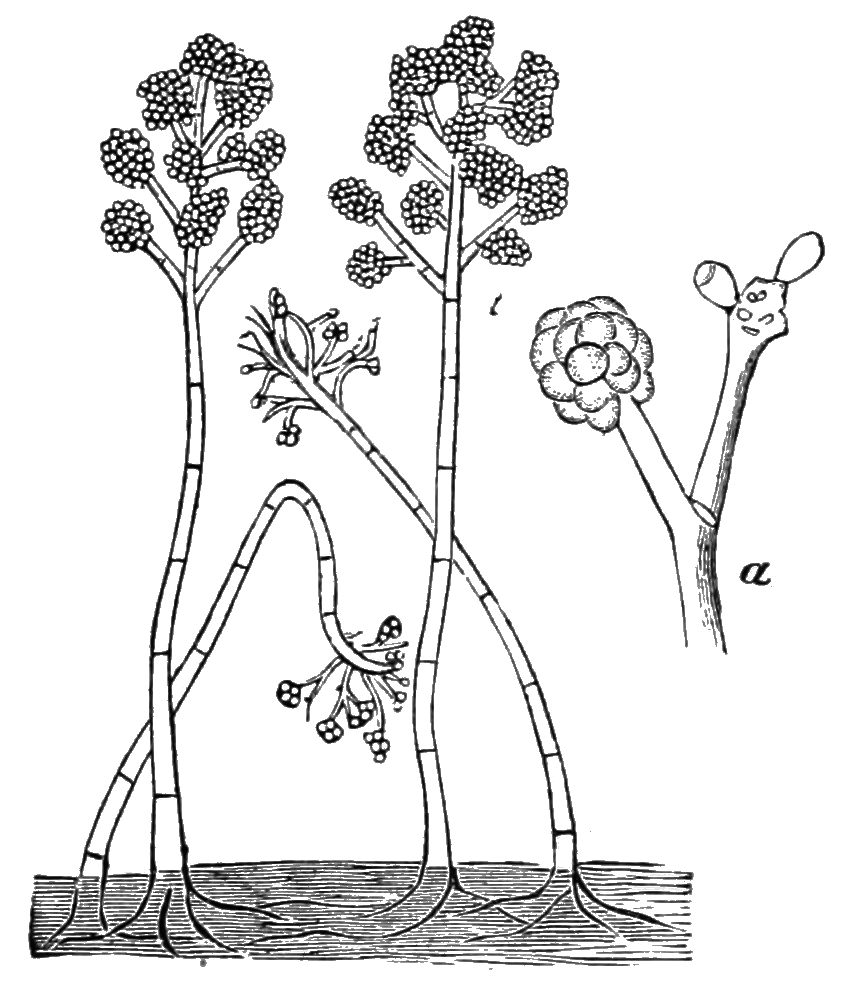
Morfologia Botrytis cinerea

Botrytis P. Micheli ex Pers. (gronowiec) – rodzaj grzybów z rodziny Sclerotiniaceae.

## Systematyka i nazewnictwo
Pozycja w klasyfikacji według Index Fungorum: Sclerotiniaceae, Helotiales, Leotiomycetidae, Leotiomycetes, Pezizomycotina, Ascomycota, Fungi.
Synonimy: Botrytis P. Micheli,
Botrytis [unranked] Cephalocladium Rchb.,
Botrytis sect. Cristularia Sacc.,
Cephalocladium Rchb. ex Mussat,
Coccotrichum Link,
Cristularia (Sacc.) Costantin,
Haplaria Link,
Penicillium Fr.,
Phymatotrichum Bonord.,
Pleurobotrya Berk.,
Polyactis Link,
Pterodinia Chevall.

## Morfologia
Liczne gatunki znane tylko w postaci anamorfy. Teleomorfy, jeśli występują, należą do rodzaju Botryotinia.
Konidiofory proste, długie, brunatne, przeważnie podwójnie lub potrójnie rozgałęzione w górnej części. Na ich szczytach znajdują się komórki konidiotwórcze typu ampuła. Powstają w nich na krótkich i regularnie rozmieszczonych sterygmach jednokomórkowe, bezbarwne lub jasnoszarobrunatne, elipsoidalne konidia. Czasami tworzą czarne, płaskie i niewielkie sklerocja.
Na sztucznych pożywkach rozwijają się dobrze. Na pożywce PCA już po 3–4 dniach tworzą kolonię o średnicy 10 cm. Zarodnikują obficie.

## Niektóre gatunki występujące w Polsce
- Botrytis aclada Fresen. 1850
- Botrytis allii Munn 1917
- Botrytis anthophila Bondartsev 1913
- Botrytis argillacea Cooke 1875
- Botrytis carnea Schumach. ex Sacc. 1881
- Botrytis cinerea Pers. 1794 – gronowiec szary
- Botrytis elliptica (Berk.) Cooke 1901
- Botrytis fabae Sardiña 1929
- Botrytis isabellina Preuss 1852
- Botrytis mali Heald 1930
- Botrytis paeoniae Oudem. 1897
- Botrytis rubescens Mańka & Gierczak 1963
- Botrytis rudiculoides Krzemien. & Badura 1954
- Botrytis tulipae (Lib.) Lind 1913

Nazwy naukowe na podstawie Index Fungorum. Uwzględniono tylko taksony zweryfikowane. Wybór gatunków na podstawie opracowania Grzyby mikroskopijne Polski.

## Znaczenie
Należące do rodzaju Botrytis gatunki to grzyby mikroskopijne będące pasożytami i saprotrofami roślin. Niektóre z nich wywołują grzybowe choroby roślin o dużym znaczeniu gospodarczym. Najbardziej pospolity gatunek – Botrytis cinerea jest polifagiem wywołującym na wielu gatunkach roślin chorobę zwaną szarą pleśnią. Liczne gatunki są monofagami. Wywołują m.in. takie choroby, jak: zgnilizna szyjki cebuli (Botrytis aclada, Botrytis alli), szara pleśń tulipana (Botrytis tulipae), czekoladowa plamistość bobiku i czekoladowa plamistość bobu(Botrytis fabae), szara pleśń peoni (Botrytis paeoniae).